# Pamphagus caprai
Pamphagus caprai är en insektsart som beskrevs av Massa 1992. Pamphagus caprai ingår i släktet Pamphagus och familjen Pamphagidae. Inga underarter finns listade i Catalogue of Life.